# لایوش دتاری
لایوش دتاری (مجاری: Détári Lajos؛ زادهٔ ۲۴ آوریل ۱۹۶۳) بازیکن سابق و مربی فوتبال اهل مجارستان است.
از باشگاه‌هایی که در آن بازی کرده‌است می‌توان به باشگاه فوتبال بولونیا، باشگاه فوتبال فرنتس‌واروش، باشگاه فوتبال جنوآ، باشگاه فوتبال آینتراخت فرانکفورت، باشگاه فوتبال آنکونا، باشگاه فوتبال بوداپست هونود، باشگاه فوتبال المپیاکوس، و باشگاه فوتبال سنت پولتن اشاره کرد.
وی همچنین در تیم ملی فوتبال مجارستان بازی کرده‌است.